# Antonio Velao
Antonio Velao Oñate (né le 8 juillet 1884 à Madrid et mort le 10 mai 1959 à México) est un ingénieur et un homme politique espagnol. Ministre des Travaux publics sous les gouvernements Casares, Giral et Negrín II entre 1936 et 1939.